# La Mata (Toledo)
La Mata é um município da Espanha na província de Toledo, comunidade autónoma de Castela-Mancha, de área 19,20 km² com população de 953 habitantes (2006) e densidade populacional de 49,38 hab/km².

## Demografia
| Variação demográfica do município entre 1991 e 2004 | Variação demográfica do município entre 1991 e 2004 | Variação demográfica do município entre 1991 e 2004 | Variação demográfica do município entre 1991 e 2004 |
| --------------------------------------------------- | --------------------------------------------------- | --------------------------------------------------- | --------------------------------------------------- |
| 1991                                                | 1996                                                | 2001                                                | 2004                                                |
| 1002                                                | 1010                                                | 954                                                 | 948                                                 |